# Місяць (час)
Мíсяць — одиниця часу, що застосовується в календарях, і приблизно дорівнює деяким природним періодам обертання, що пов'язані з рухом Місяця навколо Землі (саме тому місяць і Місяць — споріднені слова). Традиційно, поняття пов'язане з циклом зміни місячних фаз; такий місяць (лунація, «місячний місяць») називають синодичним місяцем. Він триває приблизно 29,53 доби. Ґрунтуючись на розкопаних археологами лічильних паличках, дослідники дійшли висновку, що люди лічили дні за фазами Місяця ще з палеоліту.[джерело?] Синодичний місяць і досі є основою багатьох календарів.

## Астрономічні засади
Рух Місяця своєю орбітою досить складний і його період не є постійним. Більше того, деякі культури (зокрема ті, що користуються стародавніми єврейським і мусульманським календарями) розпочинають відлік місяць із першою появою серпа молодика після заходу Сонця за горизонт. Дата та час цього фактичного спостереження залежить від точної географічної довготи та широти, метеоумов, гостроти зору спостерігачів тощо. Тому початок і тривалість місяців у таких календарях не може бути точно передбачено. Більшість євреїв сьогодні дотримуються попередньо розрахованого календаря, але караїми покладаються на фактичні спостереження за Місяцем.[джерело?]

### Сидеричний місяць
Період Місячної орбіти, визначений відносно небесної сфери, відомий як сидеричний місяць оскільки є часом, необхідним Місяцю, щоб повернутись у задану позицію серед зір (лат. sidus): 27,321661 днів (27 днів 7 год. 43 хв. 11.5 с). Цей тип місяцю спостерігався в культурах Середнього Сходу, Індії, і Китаю так: небо розділяли на 27 чи 28 місячних домів (санскр. नक्षत्र, трансліт. накшатра), визначених Сузір'ями (уявними групами зір), по одному на кожен день місяця.

### Тропічний місяць
Прийнято визначати позиції небесних тіл відносно точки весняного рівнодення. Через прецесію, ця точка повільно рухається назад вздовж екліптики. Тому Місяць витрачає менше часу, щоб повернутись до екліптичної довготи 0 ніж до тієї ж точки серед фіксованих зір: 27.321582 днів (27 днів 7 год. 43 хв. 4.7 с). Цей трохи коротший період відомий як тропічний місяць; пор. подібний тропічний рік Сонця.

### Аномалістичний місяць
Як і решта орбіт, орбіта Місяця — еліпс. Однак, орієнтація (і форма) цієї орбіти не фіксована. Зокрема, лінія апсид (перигей і апогей) обертаються приблизно за дев'ять років. Місяць витрачає більше часу, щоб повернутись до тієї ж апсиди, оскільки вона рухається вперед упродовж обертання. Цей довший період називають аномалістичним місяцем і він у середньому триває 27.554551 днів (27 днів 13 год. 18 хв. 33.2 с). Видимий діаметр Місяця змінюється за цей період і тому цей тип деякою мірою істотний для передбачення затемнень (див. також сарос), ступінь, тривалість і відміна (повне чи кільцювате) яких залежать від точного видимого діаметра Місяця. Видимий діаметр повні варіює впродовж циклу повні, який є періодом коливання синодичного й аномалістичного місяця, а також період за який лінія апсид знову вказує на Сонце.

### Драконічний місяць
Орбіта Місяця лежить у площині, нахиленій під кутом близько 5° до площини екліптики. Лінія перетину цих площин визначає дві точки небесної сфери: висхідний вузол орбіти Місяця (коли він переходить до Північної півкулі неба), і низхідний вузол його орбіти (коли відбувається зворотний перехід до Південної півкулі). Оскільки місячна орбіта нахилена відносно екліптики, Сонце, Місяць і Земля можуть перебувати на одній лінії лише, коли Місяць розташовується в одному з вузлів своєї орбіти. Щоразу як це трапляється, можливе сонячне чи місячне затемнення. Назва «драконічний» походить від міфічного дракона Раху, який, як вважали, пожирає Місяць (або Сонце) під час затемнень. Інший варіант назви — «нодичний» місяць — походить від node — «вузол».
Драконічний (або нодичний) місяць — усереднений проміжок часу між послідовними переходами Місяця через свій висхідний вузол. Через гравітаційний вплив Сонця, орбіта Місяця поступово обертається, відповідно, вузли орбіти поступово зсуваються на захід. Площина місячної орбіти прецесією із періодом близько 18,6 років. Як наслідок, повернення Місяця до того ж вузла відбувається раніше, ніж за сидеричний місяць. Цей місяць триває близько 27-1/5 днів (27,212 220 днів або 27 днів 5 год. 5 хв. 35.8 с).

### Синодичний місяць
Синодичний місяць визначає місячні фази, оскільки фаза Місяця залежить від видимого з Землі розташування Місяця відносно Сонця. Поки Місяць здійснює оберт навколо Землі, Земля повертається на деякий кут рухаючись по орбіті навколо Сонця. Тому після закінчення сидеричного періоду Місяць має пройти далі по своїй орбіті, щоб посісти те саме положення відносно Сонця й Землі. Такий довший період і називається синодичним, від грец. σύνοδος, дос. «зближення». Середня тривалість синодичного місяця становить 29,530 589 днів (29 діб 12 год. 44 хв. 2.9 с). Через збурення орбіт Землі й Місяця фактичний час між повнями може змінюватись у межах від 29,27 до 29,83 днів. Синодичний місяць застосовується в Метоновому циклі.

### Тривалість місяця
Нижче наведено перелік середньої тривалості різних астрономічних місячних місяців. Вони не є постійними, тому їх подано з урахуванням вікової зміни у вигляді наближення першого порядку (лінійного):
| сидеричний місяць     | 27,321 661 547 + 0,000 000 001 857 × y (діб) |
| тропічний місяць      | 27,321 582 241 + 0,000 000 001 506 × y (діб) |
| аномалістичний місяць | 27,554 549 878 − 0,000 000 010 390 × y (діб) |
| драконічний місяць    | 27,212 220 817 + 0,000 000 003 833 × y (діб) |
| синодичний місяць     | 29,530 588 853 + 0,000 000 002 162 × y (діб) |

Примітка: тривалість подано за ефемеридним часом, тобто у днях, тривалістю 86 400 секунд SI (86 400 = 24*60*60). 
y — роки після 2000-го, у Юліанських роках (по 365,25 днів у кожному). 
 Слід зауважити, що для календарних розрахунків можна вимірювати дні і в шкалі всесвітнього часу, яка пов'язана із дещо нерівномірним обертанням Землі і має різницю з ефемеридним часом, яка постійно накопичується.

### Місячний календар
У найпростішому випадку місячні календарі ґрунтуються на припущенні, що зміна фаз Місяця відбувається двічі за 59 днів: тридцятиденний повний місяць із наступним двадцятидев'ятиденним худим місяцем. Це досить точне наближення — два синодичні місяці становлять 59,06 діб. Але воно потребує потребує корекції на великих проміжках часу. Додатковий день (для втримання молодика на початку місяця) потрібно додавати раз на 16-17 місяців. Ісламський календар, що застосовується як офіційний у деяких арабських країнах, побудовано виключно на зміні фаз Місяця. Також на цьому побудовано український календар, індуїстські календарі.

## Місяці в різних календарях

### Юліанський і Григоріанський календарі
Григоріанський календар, як і Юліанський календар до нього, має 12 місяців:
| Номер          | 1      | 2              | 3        | 4       | 5       | 6       | 7      | 8       | 9        | 10      | 11       | 12      |
| Назва          | Січень | Лютий          | Березень | Квітень | Травень | Червень | Липень | Серпень | Вересень | Жовтень | Листопад | Грудень |
| Кількість днів | 31     | 28 (29 висок.) | 31       | 30      | 31      | 30      | 31     | 31      | 30       | 31      | 30       | 31      |

Середній місяць Григоріанського календаря триває 30.4167 днів або 4.345 тижнів у невисокосний рік і 30.5 днів або 4.357 тижнів у високосний рік.

мнемоніка — На кісточках (жовтим): 31 день
Між кісточками (блакитним): 30 днів
(Лютий (червоним) має 28 (29) днів

#### Календи, нони та іди
Іди відбуваються на тринадцятий день восьми місяців, але у березні, травні, липні та жовтні — на п'ятнадцятий. Нони завжди відбуваються на восьмий день перед ідами, тобто на п'ятий або сьомий день. Календи — початок кожного місяця.

### Французький республіканський календар
- Осінь:

1. Вандеміер (фр. Vendémiaire — місяць збору винограду)
2. Брюмер (фр. Brumaire — місяць туманів)
3. Фрімер (фр. Frimaire — місяць морозів)

- Зима:

1. Нівоз (фр. Nivôse — місяць снігів)
2. Плювоз (фр. Pluviôse — місяць дощів)
3. Вантоз (фр. Ventôse — місяць вітрів)

- Весна:

1. Жерміналь (фр. Germinal — місяць бросток, листових і квіткових бруньок).
2. Флореаль (фр. Floréal — місяць квітів)
3. Плеріаль (фр. Prairial — місяць лук, мочарів)

- Літо:

1. Месідор (фр. Messidor — місяць жнив)
2. Термідор (фр. Thermidor — місяць тепла)
3. Фруктидор (фр. Fructidor — місяць фруктів)

### Ісламський календар
Також має 12 місяців:
1. Мухарам (Мухарам-уль-Харам) محرّم
2. Сафар صفر
3. Рабі-уль-Аввал (Рабі I) ربيع الأول
4. Рабі-уль-Ахір (Рабі аль-Тхані) (Рабі II) ربيع الآخر أو ربيع الثاني
5. Юмаада-уль-Аввал (Юмаада I) جمادى الأول
6. Юмаада-уль-Ахір (Юмаада аль-Тхані) (Юмаада II) جمادى الآخر أو جمادى الثاني
7. Раджаб رجب
8. Ша'абан شعبان
9. Рамадан رمضان
10. Шавваль شوّال
11. Дуль Кадах (Тв аль-К'дах) ذو القعدة
12. Дуль Хійджа (Тв аль-Хійджа) ذو الحجة

### Єврейський календар
Має 12 або 13 місяців:
1. Нісан, 30 днів ניסן
2. Іяр, 29 днів אייר
3. Сіван, 30 днів סיון
4. Тамуз, 29 днів תמוז
5. Ав, 30 днів אב
6. Елуль, 29 днів אלול
7. Тішрі, 30 днів תשרי
8. Хешван, 29/30 днів חשון
9. Кіслев, 29/30 днів כסלו
10. Тевет, 29 днів טבת
11. Шеват, 30 днів שבת
12. Адар 1, 30 днів, вставний місяць אדר א
13. Адар 2, 29 днів אדר ב

Адар 2 додається 7 разів на 19 років. У звичайні роки, Адар 2 називають просто Адар.

## Сучасне літочислення у місяцях
У всіх державах Європи та більшості країн світу сучасне літочислення у місяцях та роках нашої ери, включно з XXI століттям та 3-тім тисячоліттям ведеться від Різдва Христового і позначається латинською > Anno Domini, або скорочено: A.D./AD. Повністю фраза звучить: лат. Anno Domini Nostri Iesu Christi (в рік Господа нашого Ісуса Христа). За таким літочисленням нульового року немає, тому 1 рік AD (нової ери) йде відразу ж після 1 року до Різдва Христового (до нової ери).
В українській мові вживається відповідник «рік Божий», «року Божого» (р. Б.).